# سانت مارتی د یمنا
سانت مارتی د یمنا (به اسپانیایی: Sant Martí de Llémena) یک شهرستان در اسپانیا است که در خرنا واقع شده‌است.

## خصوصیات
سانت مارتی د یمنا ۴۳٫۱۸ کیلومترمربع مساحت و ۵۴۵ نفر جمعیت دارد و ۲۵۶ متر بالاتر از سطح دریا واقع شده‌است.